# 카와세
카와세는 유럽 공동체 상표청 OHIM에 의해 상표가 등록된 유럽 연합 (EU) 회원국 키프로스에 본사를 둔 무역회사이다. 카와세는 국제 온라인 멀티 자산 중개 회사는 귀금속과 외환 시장, 주식, ETF의 주요 지수 및 상품에 대한 차이(CFD)에 대한 금융 거래 계약을 제공한다. 금과 원유. 카와세 회사는 CySEC의 조절된다. 두 소매 및 기관 고객 에게 금융 서비스를 수용하고 규제 당국 들에 의해 권한이 부여 따라서 금융 상품 지침 MiFID에 있는 유럽 연합 (EU)의 시장과 완벽하게 호환된다.

## 제품 및 서비스
카와세는 자신의 플랫폼과 그 상인 을 제공합니다 뉴욕FX 주 전자 FX 어워드에서 '베스트 소매 플랫폼 2013'의 우승자 인에서 거래한다.이 회사의 플랫폼은 큰 가격 깊이와 볼륨 가중 평균 가격(VWAP)와 ECN 상인을 제공한다. 카와세는 iOS 및 안드로이드 모두를위한 모바일 앱 과 모바일 거래 에 초점을 맞추고있다. 카와세 앱은 뉴스, 지원 및 계정 관리 기능을 제공한다. 카와세는 깊은 유동성 을 제공하고 15+ 증권 거래소를 제공하는 세계 최고의 은행의 12+에 연결되어 자신의 애그리 게이터 (aggregator)에 연결되어있다.

## 무역 시설
카와세가 개발하고 혁신 과 지난 5년 동안 금융 시장을 선도 하고있다 IT는 무장 그룹에 의해 사내에서 자신의 거래 플랫폼 및 유동성 통합 기술을 유지하고있다. 그룹 더 많은 투자 보다 US $ 5천만 3개 대륙에 걸쳐 120확산 의 기술 직원이있다. 고려하면, 카와세는 숫자로 넷 오픈 포지션 한도 결합 된 모든 클라이언트 의 오픈 포지션 의 총 가치는 $825만에 도달한다.

## 법적 규제 현황
카와세 이 라이센스 번호로 CySEC의 규제는 규제 당국의 숫자에 의해 승인 및 금융 상품 지침 MiFID에 있는 유럽 연합 (EU)의 시장 을 완벽하게 준수 11분의 138이다. 카와세는 25일 유럽 연합 (EU) 회원국의 규제에 등록된다. 그 결과, 이 회사는 완전히 BaFin의 등록 된다. 참조 번호 579491따라서 금융 실시 기관(FCA)에 등록 된 회원 방크드를 프랑스와 함께 한다.